# Тирнавос
Ти́рнавос (греч. Τύρναβος, от болг. Тирнаво — тернистое место) — город в Греции. Административный центр общины Тирнавос в периферийной единице Ларисе в периферии Фессалии. Население 11 069 жителей по переписи 2011 года, является вторым по величине городом в периферийной единице Ларисе. Город расположен у подножья гор на окраине Фессалийской равнины. Через город протекает река Титарисиос (Τιταρήσιος), приток Пиньоса. В стороне от города проходит автомагистраль Центральная Греция (Α2), которая является частью европейского маршрута E65. Также Тирнавос связан старой региональной дорогой с городом Эласон. Община Тирнавос состоит из двух общинных единиц: Тирнавос и Амбелон. В свою очередь общинная единица Тирнавос состоит из следующих общинных сообществ: Арьиропулион (Αργυροπούλειον), Дамасион (Δαμάσιον), Дендра (Δένδρα) и Тирнавос.

## История
В 1423 году турецкий генерал Турахан-бей завоевал территорию Фессалии. Тогда же он основал город Тирнавос. Турахан-бей собрал жителей окрестных деревень, и поселил их в новом городе. Город был украшен несколькими административными зданиями, а жители получили значительные привилегии. В 1770 году в городе насчитывалось уже 16 церквей и 6 мечетей. От османской власти город был освобождён 1 сентября 1881 года и по решению Берлинского конгресса был включён в состав молодого Греческого Королевства. Единственным хорошо сохранившимся строением османского периода является турецкая баня. кроме неё есть несколько небольших построек турецкого периода.

## Карнавал
Ежегодно в городе проходит карнавал, корни которого уходят в конец XIX века. Первые письменные упоминания о карнавале относятся к 1898 году. В то время карнавал в Тирнавос подвергался ожесточённой критике со стороны греческого правительства и часто подвергался запретам. Тем не менее, даже запреты на проведение карнавала не пугали местных жителей, которые пытались проводить его тайно.

## Общинное сообщество Тирнавос
В общинное сообщество Тирнавос входят 4 населённых пункта. Население 12 572 жителя по переписи 2011 года. Площадь 79,109 квадратного километра.
| Наименование | Население (2011), человек |
| ------------ | ------------------------- |
| Критири      | 1415                      |
| Лигарья      | 56                        |
| Перихора     | 32                        |
| Тирнавос     | 11 069                    |

## Население
| Год  | Население |
| ---- | --------- |
| 1991 | 12 309    |
| 2001 | 11 700    |
| 2011 | ↘ 11 069  |